# Sangsokdžadŭl
Sangsokdžadŭl (v korejském originále 상속자들, Sangsokjadeul; anglický název: The Heirs) je jihokorejský televizní seriál z roku 2013, v němž hrají Lee Min-ho, Pak Sin-hje a Kim U-pin. Vysílán byl na SBS TV od 9. října do 12. prosince 2013 každou středu a čtvrtek ve 22:00 po 20 epizod.

## Obsazení
- Lee Min-ho jako Kim Tchan
- Pak Sin-hje jako Čcha Ŭn-sang
- Kim U-pin jako Čchö Jong-do